# Біллі-Скотт Іракозе
Біллі-Скотт Іракозе (30 жовтня 1996) — бурундійський плавець.
Учасник Олімпійських Ігор 2016 року.